# آندره وارد
آندره وارد (انگلیسی: Andre Ward؛ زادهٔ ۲۳ فوریهٔ ۱۹۸۴) بوکسور اهل ایالات متحده آمریکا است. از افتخارات وی میتوان به کسب مدال طلا وزن Light heavyweight در بازی‌های المپیک تابستانی ۲۰۰۴ اشاره کرد.
از فیلم‌ها یا برنامه‌های تلویزیونی که وی در آن نقش داشته‌است می‌توان به کرید ۲ اشاره کرد.